# Европско првенство у атлетици у дворани 1971 — 60 метара препоне за мушкарце
Такмичење у дисциплини трчања на 60 метара са препонама у мушкој конкуренцији на другом Европском првенству у атлетици у дворани 1971. одржано је у Фестивалској дворани у Софији 14. марта.
Титулу европског првака освојену на Европском првенству у дворани 1970. у Бечу  бранио је Гинтер Никел из Западне Немачке.

## Земље учеснице
Учествовало је 19 атлетичара из 13 земаља.
1. Бугарска (1)
2. Чехословачка  (1)
3. Источна Немачка (1)
4. Француска (1)
5. Грчка (1)
6. Италија (2)
7. Пољска (2)
8. Румунија (3)
9. Совјетски Савез (1)
10. Шпанија (1)
11. Швајцарска (1)
12. Уједињено Краљевство (1)
13. Западна Немачка (3)

## Рекорди
Извор:
| Рекорди пре почетка Европског првенства у дворани 1971. | Рекорди пре почетка Европског првенства у дворани 1971. | Рекорди пре почетка Европског првенства у дворани 1971. | Рекорди пре почетка Европског првенства у дворани 1971. | Рекорди пре почетка Европског првенства у дворани 1971. | Рекорди пре почетка Европског првенства у дворани 1971. |                  |
| ------------------------------------------------------- | ------------------------------------------------------- | ------------------------------------------------------- | ------------------------------------------------------- | ------------------------------------------------------- | ------------------------------------------------------- | ---------------- |
| Светски рекорд                                          | Гинтер Никел                                            | Западна Немачка                                         | 7,5 рм                                                  | Мајнц, Западна Немачка                                  | 31. јануар 1970.                                        |                  |
| Светски рекорд                                          | Европски рекорд                                         | Гинтер Никел                                            | Западна Немачка                                         | 7,5 рм                                                  | Мајнц, Западна Немачка                                  | 31. јануар 1970. |
| Рекорди европских првенстава                            | Гинтер Никел                                            | Западна Немачка                                         | 7,8 ем пф.                                              | Беч, Аустрија                                           | 15. март 1970.                                          |                  |
| Рекорди европских првенстава                            | Рајмонд Бетге                                           | Источна Немачка                                         | 7,8 ем пф.                                              | Беч, Аустрија                                           | 15. март 1970.                                          |                  |
| Рекорди европских првенстава                            | Александр Демус                                         | СССР                                                    | 7,8 ем пф.                                              | Беч, Аустрија                                           | 15. март 1970.                                          |                  |
| Рекорди европских првенстава                            | Франк Зибек                                             | Источна Немачка                                         | 7,8 ем пф.                                              | Беч, Аустрија                                           | 15. март 1970.                                          |                  |
| Рекорди европских првенстава                            | Ги Дри                                                  | Француска                                               | 7,8 фин.                                                | Беч, Аустрија                                           | 15. март 1970.                                          |                  |
| Рекорди после завршеног Европског првенства 1971.       |                                                         |                                                         |                                                         |                                                         |                                                         |                  |
| Рекорди европских првенстава                            | Екарт Беркес                                            | Западна Немачка                                         | =7,8 ем                                                 | Софија, Бугарска                                        | 14. март 1971.                                          |                  |

## Освајачи медаља
|                              |                                 |                     |
| Екарт Беркес Западна Немачка | Александр Демус Совјетски Савез | Серђо Лиани Италија |

## Резултати
Tакмичења у овој дисциплини одржана су 14. марта у три нивоа: квалификације, полуфинале и финале.

### Квалификације
У квалификацијама, такмичари су били подељени у четири групе — прве три са по пет и четврта са четири такмичара. У полуфинале су се квалификовала по тројица првопласираних из све четири групе (КВ).
| Позиција | Група | Атлетичар           | Националност         | Време | Белешка |
| -------- | ----- | ------------------- | -------------------- | ----- | ------- |
| 1.       | 1     | Александр Демус     | Совјетски Савез      | 8,0   | КВ      |
| 2.       | 1     | Јирген Венерт       | Источна Немачка      | 8,0   | КВ      |
| 3.       | 2     | Екарт Беркес        | Западна Немачка      | 8,0   | КВ      |
| 4.       | 3     | Патрик Малрије      | Француска            | 8,0   | КВ      |
| 5.       | 4     | Гинтер Никел        | Западна Немачка      | 8,0   | КВ      |
| 6.       | 4     | Грејам Говер        | Уједињено Краљевство | 8,0   | КВ      |
| 7.       | 4     | Серђо Лиани         | Италија              | 8,0   | КВ      |
| 8.       | 1     | Луиђи Донофрио      | Италија              | 8,1   | КВ      |
| 9.       | 2     | Мирослав Majchrzak  | Пољска               | 8,1   | КВ      |
| 10.      | 2     | Савчо Димитров      | Бугарска             | 8,1   | КВ      |
| 11.      | 2     | Николаје Петра      | Румунија             | 8,1   |         |
| 12.      | 3     | Манфред Шуман       | Западна Немачка      | 8,1   | КВ      |
| 13.      | 4     | Efstratios Vasiliou | Грчка                | 8,1   |         |
| 14.      | 1     | Viorel Suciu        | Румунија             | 8,2   |         |
| 15.      | 1     | Адам Галант         | Пољска               | 8,2   | КВ      |
| 16.      | 1     | Иван Седлачек       | Чехословачка         | 8,3   |         |
| 17.      | 2     | Рафаел Кано         | Шпанија              | 8,4   |         |
| 18.      | 1     | Ervin Sebestyen     | Румунија             | 8,4   |         |
| 19.      | 1     | Флоренцо Маркези    | Швајцарска           | 8,5   |         |

### Полуфинале
Полуфиналисти су били подељени у две групе по шест атлетичара, а за шест места у финалу су се пласирала по тројица првопласираних из обе групе (КВ).
| Позиција | Група | Атлетичар          | Националност         | Време | Белешка |
| -------- | ----- | ------------------ | -------------------- | ----- | ------- |
| 1.       | 1     | Гинтер Никел       | Западна Немачка      | 7,9   | КВ      |
| 2.       | 1     | Екарт Беркес       | Западна Немачка      | 8,0   | КВ      |
| 3.       | 2     | Патрик Малрије     | Француска            | 8,0   | КВ      |
| 4.       | 2     | Александр Демус    | Совјетски Савез      | 8,0   | КВ      |
| 5.       | 1     | Грејам Говер       | Уједињено Краљевство | 8,0   | КВ      |
| 6.       | 1     | Луиђи Донофрио     | Италија              | 8,0   |         |
| 7.       | 1     | Јирген Венерт      | Источна Немачка      | 8,0   |         |
| 8.       | 2     | Miroslaw Majchrzak | Пољска               | 8,0   |         |
| 9.       | 1     | Серђо Лиани        | Италија              | 8,1   | КВ      |
| 10.      | 1     | Адам Галант        | Пољска               | 8,1   |         |
| 11.      | 1     | Манфред Шуман      | Западна Немачка      | 8,1   |         |
| 12.      | 1     | Савчо Димитров     | Бугарска             | 8,3   |         |

### Финале
| Пласман | Атлетичар       | Земља                | Резултат | Белешка |
| ------- | --------------- | -------------------- | -------- | ------- |
|         | Екарт Беркес    | Западна Немачка      | 7,8      | = РЕПд  |
|         | Александр Демус | Совјетски Савез      | 7,9      |         |
|         | Серђо Лиани     | Италија              | 7,9      |         |
| 4.      | Гинтер Никел    | Западна Немачка      | 8,0      |         |
| 5.      | Грејам Говер    | Уједињено Краљевство | 8,0      |         |
| 6.      | Патрик Малрије  | Француска            | 8,0      |         |

## Укупни биланс медаља у трци на 60 метара са препонама за мушкарце после 2. Европског првенства на отвореном 1970—1971.
|    | Земља           |   |   |   |   |
| -- | --------------- | - | - | - | - |
| 1. | Западна Немачка | 2 | 0 | 0 | 2 |
| 2. | Источна Немачка | 0 | 1 | 0 | 1 |
| 3. | СССР            | 0 | 1 | 0 | 1 |
| 4. | Италија         | 0 | 0 | 1 | 1 |
| 5. | Француска       | 0 | 0 | 1 | 1 |
|    | Укупно {5}      | 2 | 2 | 2 | 6 |

|                                        | Атлетичар                              | Земља                                  |                                        |                                        |                                        |                                        |
| Није било вишеструких освајача медаља. | Није било вишеструких освајача медаља. | Није било вишеструких освајача медаља. | Није било вишеструких освајача медаља. | Није било вишеструких освајача медаља. | Није било вишеструких освајача медаља. | Није било вишеструких освајача медаља. |
| -------------------------------------- | -------------------------------------- | -------------------------------------- | -------------------------------------- | -------------------------------------- | -------------------------------------- | -------------------------------------- |